# To Live & Die in L.A. (сингл)
«To Live & Die in L.A.» — другий сингл з п'ятого студійного альбому американського репера Тупака Шакура The Don Killuminati: The 7 Day Theory. Альбомна версія наприкінці містить дис на Доктора Дре: «LA, „California Love“ part motherfucking two, without gay-ass Dre…» Як семпл використано «Do Me, Baby» Прінса.

## Продакшн
QDIII заявив XXL:
 «Я був у студії з Паком, мав кілька записів із собою. Програв йому одну стару пісню, щоб побачити чи він уподобав її настрій. Він сприйняв її і сказав мені йти додому та зробити такий біт. Я поїхав додому й створив його так швидко як тільки міг. Здається повернувся тієї ж ночі, він прослухав трек тричі й уже за 15 хв мав готовий текст. Він зайшов до кабіни, не сказавши нікому про що була та пісня, записав її з однієї спроби — приблизно на три доріжки. Тоді він повідомив концепцію Вел Янґ, яка пішла й записала вокал для приспіву, також з першого разу. Після вокалу Пак сказав Ріккі Раусу, щоб той замінив мої клавішні бас-гітарні й гітарні партії живими інструментами. Композицію завершили загалом менш ніж за 2 год. Ця пісня просто лилася з усіх, хто був її частиною. Ніхто не думав двічі й не мав жодних сумнівів. Робота йшла на повний хід доти, доки ми не завершили її — ніби за чиєюсь командою, ніби так мало бути. Після такого запису недовго роздумуючи, я змінив погляд на створення музики».

## Відеокліп
У кліпі Шакур продає фрукти, роз'їжджає Лос-Анджелесом в авті з жінками. Відео містить кадри з різними місцями й краєвидами міста.

## Список пісень
1. «To Live & Die in L.A.» (Radio Edit; з участю Val Young) — 4:33
2. «To Live & Die in L.A.» (Album Version; з участю Val Young) — 4:33
3. «Just Like Daddy» (Album Version; з участю Outlawz) — 5:08

## Учасники
- Продюсер: QD III
- Звукорежисер: Томмі Д. Догерті
- Помічник звукорежисера: Ленс Пір